# حسن‌آباد (دشتستان)
حسن‌آباد، روستایی است از توابع بخش مرکزی در شهرستان دشتستان استان بوشهر ایران.

## جمعیت
این روستا در دهستان حومه دشتستان قرار داشته و بر اساس سرشماری سال ۱۳۸۵ جمعیت آن ۶۷نفر (۱۱خانوار) می‌باشد.